# 哈曼利灣

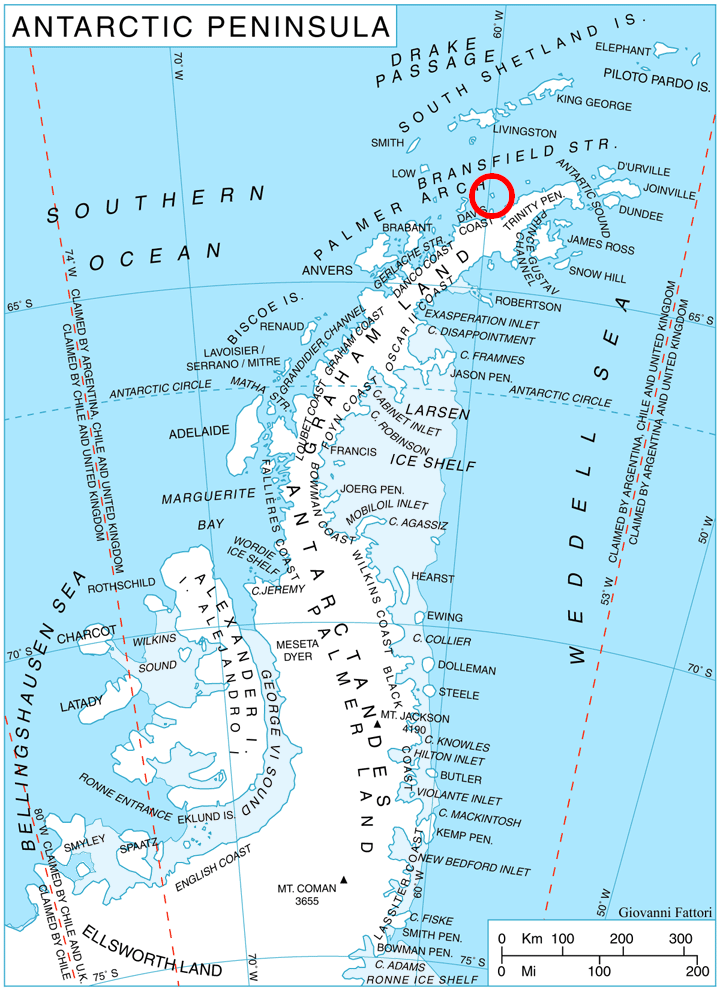

哈曼利灣（英語：Harmanli Cove）是南極洲的海灣，位於帕默群島地區，處於陶爾島東岸，寬1.1公里，以保加利亞東南部城鎮命名，現時由南極條約體系管理。